# 西沢書店
株式会社西沢書店（にしざわしょてん）は、日本の書店。本社は福島県福島市。

## 概要
福島市内にて書店１店舗の運営を行う。また、福島県内における唯一の官報販売所であり、官報のほか、政府刊行物の取り扱いも行なっている。
日本出版販売株式会社が運営する本屋タウンに加盟しているほか、独自に雑誌宅配サービスも行っている。
2009年（平成21年）3月11日に創業100周年を迎えた。
1999年（平成11年）3月4日に福島市南矢野目に北店を開店。しかし、賃貸借契約終了のため、2022年3月3日に北店は閉店し、大町店に販売業務を集約して外商機能を拡充することになった。
福島県会津若松市にも同名の書店があるが（西沢書店本店、会津アピオ店、会津門田店）、資本関係がなくまったくの別会社である。

## 店舗
大町店
本社所在地で平和通りとレンガ通りに面する。周辺には福島県庁などの官庁や金融機関、保険会社などの本店、支店が立ち並ぶ一角にあることもあり、福島県官報販売所に指定されている。
北店
市内南矢野目に所在。1999年（平成11年）3月4日開店。福島西道路開通による沿線の開発により建てられた郊外型店舗である。レジの前には図書検索コーナーが用意されている。賃貸借契約終了により2022年3月3日に閉店となる。